# ロベルト・ランヴァウディ
- ロベルト・ラムヴァウディ
- ロベルト・ランバウディ

ロベルト・ランヴァウディ（Roberto Rambaudi、1966年1月12日 - ）は、イタリア・マッサ出身の元サッカー選手。現役時代のポジションはFW。1994年にイタリア代表として2試合のプレー経験がある。
姓はラムバウディと表記されることもある。

## 経歴
1989年から3シーズンをフォッジャでプレーした。ここではゼーマン監督に率いられ、ミラクル・フォッジアと呼ばれたチームの中心人物として、ジュゼッペ・シニョーリ、フランチェスコ・バイアーノらとプレーした。
その後アタランタBCでのプレーを経て、1994-95シーズン、SSラツィオで再びゼーマン監督の指揮下、シニョーリとプレーした。ここでのプレーでイタリア代表デビューを果たした。

## タイトル
フォッジア
- セリエB：1990-91

ラツィオ
- コッパ・イタリア : 1997-98
- スーペルコッパ・イタリアーナ : 1998